# Lepidiota oryx
Lepidiota oryx är en skalbaggsart som beskrevs av Britton 1959. Lepidiota oryx ingår i släktet Lepidiota och familjen Melolonthidae. Inga underarter finns listade i Catalogue of Life.